# Orvasca primula
Orvasca primula is een donsvlinder uit de familie van de spinneruilen (Erebidae). De wetenschappelijke naam van de soort is voor het eerst geldig gepubliceerd in 1999 door Jeremy Daniel Holloway.